# 日テレジェニック
日テレジェニック（ニッテレジェニック、Nittelegenic、略称：ジェニック）は、日本テレビが2015年まで実施していた同局PRを目的としたイメージガールプロジェクトの名称である。
名称は日本テレビの略称「日テレ」と英単語「telegenic」（テレビ映りのよい）を合成した造語で、「日テレにふさわしい」を意味するとされる。タイトルロゴは、開始当時の日テレのキャッチフレーズ「日テレ営業中」をアレンジしたものを初回から変わらず使用してきたが、2013年から使用している「0テレ」をアレンジしたものに変更した。

## 概要
- 日本テレビ開局45年に当たる1998年、「21世紀を担うスターの発掘」を目的に新人女性アイドルを4名選出し、1年間の任期で育成するプロジェクトとしてスタートした。
- かつてはミス・コンテスト的な性格は薄いため選出過程は公開されておらず、2007年までは視聴者による投票などはなかったが、2008年は同局で放送されていたタレント育成バラエティ番組『モバタレGREAT』からも1名選出することになり、この番組のスポンサー企業が展開している携帯電話向けインターネットサイト「モバゲータウン」において、動画の視聴数と「拍手ボタン」のクリック数が上位のものが選出された。なお、この選考レース中は、モバゲータウン外での宣伝活動が禁止されている。2009年から2014年まで同局のバラエティ番組『アイドルの穴〜日テレジェニックを探せ!〜』(2015年は『次世代アイドル発掘バラエティー 人気者になろう!』)により、全メンバーが視聴者の投票により選ばれている。また、グランプリ、準グランプリなどのランク付けは行なっていない（2010年は投票の上位3名のみしかDVDを発売しないというそれに似たようなものがあった）。
- 選出人数は開始当初からしばらくは4名で固定されていたが、2007年はプロジェクト発足10周年記念として、従来の選出枠を5名に拡大、さらに1名を追加オーディションにて選出することになった。オーディションの模様はCSの冠番組内で随時放送され、同年7月に一戸愛子が選ばれた。それ以降は毎年5、6名と増加傾向にある。
- 在京キー局で、フジテレビ（ビジュアルクイーン・1992年 - 2002年）に次ぎ、テレビ朝日（エンジェルアイ・2001年 - 2004年）に先立つイメージガールプロジェクトとして始まったが、2005年以降も続いているのは日テレジェニックのみであった。2014年までで82名のジェニックを世に送り出していた。
- 18年間にわたって開催されていたが、2015年の開催を最後に行われていない。

## 選定後の活動
- 選出後は主に日本テレビの番組・イベント出演や雑誌グラビアなどでPR活動する。
- 1998年から2003年まで、および2008年、2009年、2011年、2013年はお披露目から数ヶ月以内にイメージビデオを1作品、2004年から2007年までは任期中に2作品、2010年と2015年は受賞者の一部が系列会社のバップから発売されている。2012年と2015年は発売されなかった。その年によってドキュメンタリービデオや特別ドラマなどのかたちで全員が集合したビデオが発売されたこともある。映像作品が発売されなかった受賞者がいることが、受賞者全員に映像作品が発売されたフジテレビビジュアルクイーンとテレ朝エンジェルアイとは異なる点である。また2004年にはオフィシャル写真集も発売された。
- 任期中に成人式を迎えるメンバーがいた場合、独自の成人式を行なうことがある（これまでに眞鍋かをり、藤川のぞみ、藤本綾、大久保麻梨子、浜田翔子、高嶋香帆、船岡咲。2015年は熊江琉唯・久松かおりが該当する）。

## 記録
※いずれも2014年時点
最年少受賞記録
- 酒井彩名（1998年度）…13歳

最年長受賞記録
- 大矢真夕（2011年度）、菜乃花（2015年度）…26歳
  - なお最年少受賞者の酒井彩名と最年長受賞者のひとり大矢真夕は、受賞年が13年離れているが、ふたりとも1985年5月生まれである。

事務所別選出記録
- 1位：プラチナムプロダクション…10名
2005年の愛川ゆず季から2013年の黒田万結花まで、9年連続で選出された。2014年の中原未來は落選したが、2015年の久松かおりが選出された。
- 2位：アバンギャルド…6名

昭和生まれ最後の受賞者
- 柴小聖（2012年度）…1988年（昭和63年）2月14日生まれ

平成生まれ最初の受賞者
- 西田奈津美（2005年度）…1989年（平成元年）1月21日生まれ

1980年代生まれ最後の受賞者
- 菜乃花（2015年度）…1989年7月7日生まれ

1990年代生まれ最初の受賞者
- 緑友利恵（2007年度）…1991年4月16日生まれ

外国籍の最初の受賞者
- 熊江琉唯（2015年度）…中国出身

## 歴代日テレジェニック
歴代の日テレジェニックにはグラビアアイドルのみならず加藤あい、佐藤江梨子、酒井若菜、紗栄子、小松彩夏、原幹恵、内田理央など女優として大成した者、眞鍋かをり、小倉優子、井上和香、浜田翔子、手島優などのタレントとして成功している者を多数輩出している。
ただしこの企画は前述のように新人発掘を目的としたものではないため、選出時点である程度の知名度を持っているアイドルが選ばれる可能性が高いことには注意が必要である。
※以下の年齢・サイズ等はすべて選出発表当時のもの。

### 日テレジェニック'98

#### メンバー
加藤あい（かとう あい）
年齢: 15歳
出身地: 1982年12月12日、愛知県清須市
酒井彩名（さかい あやな）
年齢: 13歳
出身地: 1985年5月16日、千葉県
原史奈（はら ふみな）
年齢: 17歳
出身地: 1981年5月22日、東京都
佐藤江梨子（さとう えりこ）
年齢: 16歳
出身地: 1981年12月19日、東京都

#### イメージビデオ
- 加藤あい a Maze
- 酒井彩名 Anytime
- 原史奈 a Splash!
- 佐藤江梨子 DAYDREAM

### 日テレジェニック'99

#### メンバー
大村彩子（おおむら あやこ）
年齢: 14歳
出身地: 1984年12月19日、東京都
伊藤絵理香（いとう えりか）
年齢: 18歳
出身地: 1981年4月14日、千葉県
中島礼香（なかじま れいか）
年齢: 17歳
出身地: 1981年3月6日、愛知県尾張旭市
酒井若菜（さかい わかな）
年齢: 18歳
出身地: 1980年9月9日、栃木県

#### イメージビデオ
- 大村彩子 La etrangere
- 伊藤絵理香 Planetors
- 中島礼香 Pizzicato
- 酒井若菜 Voices

### 日テレジェニック2000

#### メンバー
眞鍋かをり（まなべ かをり）
年齢: 19歳
出身地: 1980年5月31日、愛媛県
谷理沙（たに りさ）
年齢: 19歳
出身地: 1981年4月10日、東京都
福井裕佳梨（ふくい ゆかり）
年齢: 17歳
出身地: 1982年10月28日、神奈川県
上原まゆみ（うえはら まゆみ）
年齢: 15歳
出身地: 1984年6月26日、福島県

#### イメージビデオ
- 眞鍋かをり supreme
- 谷理沙 Cotton Time
- 福井裕佳梨 Collage
- 上原まゆみ adolescence
- オフィシャル・ヒストリー・ビデオ Memoires Duex 〜メモワール・ドゥー〜

### 日テレジェニック2001

#### メンバー
小野愛（おの まなみ）
年齢: 16歳
出身地: 1985年2月13日、千葉県
藤川のぞみ（ふじかわ のぞみ）
年齢: 19歳
出身地: 1982年2月21日、京都府京都市
照屋まみ（てるや まみ）
年齢: 15歳
出身地: 1986年2月13日、沖縄県
鈴木葉月（すずき はづき）
年齢: 15歳
出身地: 1985年7月17日、神奈川県

#### イメージビデオ
- 小野愛 Infinity
- 藤川のぞみ Treasure
- 照屋まみ Whisper
- 鈴木葉月 feminine
- オフィシャル・ヒストリー・ビデオ Memoires Trois 〜メモワール・トロワ〜

### 日テレジェニック2002

#### メンバー
小倉優子（おぐら ゆうこ）
年齢: 18歳
出身地: 1983年11月1日、千葉県
藤本綾（ふじもと あや）
年齢: 19歳
出身地: 1983年1月28日、大阪府
佐藤めぐみ（さとう めぐみ）
年齢: 17歳
出身地: 1984年11月17日、東京都
森本さやか（もりもと さやか）
年齢: 17歳
出身地: 1984年10月11日、埼玉県

#### イメージビデオ
- 小倉優子 Style
- 藤本綾 naked
- 佐藤めぐみ Grace
- 森本さやか Groovie
- 卒業制作ドラマ 真夜中の少女 MAYA

※この年をもってVHSの発売を打ち切っている。

### 日テレジェニック2003

#### メンバー
井上和香（いのうえ わか）
年齢: 23歳
出身地: 1980年5月13日、東京都
栗田梨子（くりた りこ）
年齢: 17歳
出身地: 1986年2月1日、大阪府
山本彩乃（やまもと あやの）
年齢: 17歳
出身地: 1986年4月12日、東京都
紗栄子（さえこ）
年齢: 16歳
出身地: 1986年11月16日、宮崎県

#### イメージビデオ
- 井上和香 和香物語
- 栗田梨子 Persona
- 山本彩乃 あやの素
- サエコ babydoll

### 日テレジェニック2004

#### メンバー
田辺はるか（たなべ はるか）
年齢: 21歳
出身地: 1983年2月2日、福島県
大久保麻梨子（おおくぼ まりこ）
年齢: 19歳
出身地: 1984年9月7日、兵庫県
小松彩夏（こまつ あやか）
年齢: 17歳
出身地: 1986年7月23日、岩手県
秋本未莉（あきもと みり）
年齢: 16歳
出身地: 1987年11月1日、東京都

#### イメージビデオ
- 田辺はるか はるかマニア
- 大久保麻梨子 Sparkle!
- 小松彩夏 figure A
- 秋本末莉 RAINBOW 16
- 女神のChu! 田辺はるか
- 女神のChu! 大久保麻梨子
- 女神のChu! 小松彩夏
- 女神のChu! 秋本未莉

#### 写真集
- 日テレジェニックオフィシャル写真集 田辺はるか -視線-
- 日テレジェニックオフィシャル写真集 大久保麻梨子 -悪戯-
- 日テレジェニックオフィシャル写真集 小松彩夏 -日直-
- 日テレジェニックオフィシャル写真集 秋本未莉 -瞬間-

### 日テレジェニック2005

#### メンバー
愛川ゆず季（あいかわ ゆずき）
年齢: 22歳
出身地: 1983年5月16日、愛媛県
浜田翔子（はまだ しょうこ）
年齢: 19歳
出身地: 1986年1月1日、京都府
西田奈津美（にしだ なつみ）
年齢: 16歳
出身地: 1989年1月23日、福岡県
吉田智美（よしだ さとみ）
年齢: 22歳
出身地: 1983年4月28日、群馬県

#### イメージビデオ
- 日テレジェニック2005〜Soreil〜 愛川ゆず季
- 日テレジェニック2005〜ショコっとLOVE〜 浜田翔子
- 日テレジェニック2005〜夏色なっちゃん〜 西田奈津美
- 日テレジェニック2005〜body colors〜 吉田智美
- 日テレジェニック2005の宝箱 愛川ゆず季
- 日テレジェニック2005の宝箱 浜田翔子
- 日テレジェニック2005の宝箱 西田奈津美
- 日テレジェニック2005の宝箱 吉田智美

### 日テレジェニック2006

#### メンバー
相澤仁美（あいざわ ひとみ）
年齢: 23歳
出身地: 1982年8月22日、東京都
北村ひとみ（きたむら ひとみ）
年齢: 20歳
出身地: 1985年7月16日、埼玉県
草場恵（くさば めぐみ）
年齢: 17歳
出身地: 1988年11月9日、福岡県
原幹恵（はら みきえ）
年齢: 18歳
出身地: 1987年7月3日、新潟県

#### イメージビデオ
- 日テレジェニック2006 相澤仁美　CAUTION! <警告>
- 日テレジェニック2006 北村ひとみ 胸いっぱいの愛を
- 日テレジェニック2006 草場恵 裸足のマーメイド
- 日テレジェニック2006 原幹恵 Mickey☆Smile
- 日テレジェニック2006 Memories 相澤仁美
- 日テレジェニック2006 Memories 北村ひとみ
- 日テレジェニック2006 Memories 草場恵
- 日テレジェニック2006 Memoires 原幹恵

### 日テレジェニック2007
この年はTBSとのコラボ企画を実施

#### メンバー
谷桃子（たに ももこ）
年齢: 22歳
出身地: 1984年9月9日、茨城県
木口亜矢（きぐち あや）
年齢: 21歳
出身地: 1985年10月11日、神奈川県
小田あさ美（おだ あさみ）
年齢: 18歳
出身地: 1988年9月14日、埼玉県
葵（あおい）
年齢: 18歳
出身地: 1989年2月15日、東京都
緑友利恵（みどり ゆりえ）
年齢: 16歳
出身地: 1991年4月16日、大阪府
一般公募部門（10周年を記念して初めて一般公募による選出）
一戸愛子（いちのへ あいこ）
年齢: 18歳
出身地: 1988年9月18日、青森県

#### イメージビデオ
- 谷桃子 レッスンP
- 木口亜矢 魅せられて★あやカーブ
- 葵 berry cute
- 小田あさ美 Wind-bell〜18才の夏〜
- 緑友利恵 みどり日和

（以上、2007年8月22日発売）
- 日テレジェニック2007 Memoires（メモワール） 谷桃子
- 日テレジェニック2007 Memoires 木口亜矢
- 日テレジェニック2007 Memoires 葵
- 日テレジェニック2007 Memoires 小田あさ美
- 日テレジェニック2007 Memoires 緑友利恵
- 日テレジェニック2007 Memoires 一戸愛子

（以上、2008年2月27日発売）
※この年からハイビジョン制作へと移行。

### 日テレジェニック2008

#### メンバー
奈津子（なつこ）
年齢: 18歳
出身地: 1989年8月18日、千葉県
秋山優（あきやま ゆう）
年齢: 21歳
出身地: 1986年10月10日、埼玉県
橘麗美（たちばな れいみ）
年齢: 21歳
出身地: 1986年6月16日、鹿児島県
手島優（てじま ゆう）
年齢: 23歳
出身地: 1984年8月27日、栃木県
「モバタレGREAT」枠選出の5人目
浜崎慶美（はまさき よしみ）
年齢: 22歳
出身地: 1986年3月25日、高知県

#### イメージビデオ
- 日テレジェニック2008 奈津子 なつものがたり
- 日テレジェニック2008 秋山優 to be with you
- 日テレジェニック2008 橘麗美 太陽のSEASON
- 日テレジェニック2008 手島優 Hot Lips
- 日テレジェニック2008 浜崎慶美 Yoppy Smile 召し上がれ

### 日テレジェニック2009

#### メンバー
小池唯（こいけ ゆい）
年齢: 18歳
出身地: 1991年4月4日、埼玉県
小泉麻耶（こいずみ まや）
年齢: 20歳
出身地 1988年7月2日、東京都
齊藤夢愛（さいとう ゆあ）
年齢: 21歳
出身地: 1988年6月25日、宮城県
清水ゆう子（しみず ゆうこ）
年齢: 20歳
出身地: 1988年11月22日、神奈川県
米村美咲（よねむら みさき）
年齢: 16歳
出身地: 1992年11月13日、北海道

#### イメージビデオ
- 日テレジェニック2009 小池唯 魔法の笑顔
- 日テレジェニック2009 小泉麻耶 Thrill -スリル-
- 日テレジェニック2009 齊藤夢愛 ビタミン☆ゆあ
- 日テレジェニック2009 清水ゆう子 YU-CO with SWEET CANDY
- 日テレジェニック2009 米村美咲 美咲もそろそろ咲きごろ

#### その他
- 『アイドルの理想と現実 09』という楽曲で歌手デビューを果たした。なお、この曲は着うたフルで先行配信されている（CD発売の詳細については2009年11月に発売された『日テレジェニックの穴』DVD-BOXの特典として封入）。
振付：真野真由美（GOLDEN STEPS） 音楽プロデューサー：浅田秀之

### 日テレジェニック2010

#### メンバー
木村好珠（きむら このみ）
年齢: 20歳
出身地: 1990年2月28日、東京都
浅倉結希（あさくら ゆき）
年齢:22歳
出身地: 1987年11月4日、秋田県
内田理央（うちだ りお）
年齢 18歳
出身地: 1991年9月27日、東京都
滝川綾（たきがわ あや）
年齢: 23歳
出身地: 1987年1月11日、千葉県
中村知世（なかむら ちせ）
年齢: 23歳
出身地: 1986年9月11日、福岡県
伊藤れいこ（いとう れいこ）
年齢: 21歳
出身地: 1988年8月19日、静岡県

#### イメージビデオ
- 日テレジェニック2010 中村知世 スピカ
- 日テレジェニック2010 内田理央 ぴ・り・お・ど
- 日テレジェニック2010 木村好珠 木村××しちゃいました。

#### 備考
- この年は例年とは違い、『アイドルの穴』で上位に入賞した内の3名のみしかDVDを発売しなかった。また、イメージビデオのタイトルがすべて日本語表記となっている。
- 東日本大震災の影響で任期終了間際に活動が打ち切りとなり卒業イベントが中止になった。

### 日テレジェニック2011

#### メンバー
広瀬玲奈（ひろせ れいな）
年齢: 18歳
出身地: 1992年8月23日、東京都
中村葵（なかむら あおい）
年齢: 24歳
出身地: 1987年1月23日、京都府
高嶋香帆（たかしま かほ）
年齢: 19歳
出身地: 1992年1月20日、大阪府
大矢真夕（おおや まゆ）
年齢: 26歳
出身地: 1985年5月27日、愛知県
緑川静香（みどりかわ しずか）
年齢: 23歳
出身地: 1988年6月24日、埼玉県
広村美つ美（ひろむら みつみ）
年齢: 21歳
出身地: 1989年7月16日、大分県

#### イメージビデオ
- 広瀬玲奈 れいちょるROCKオン!
- 中村葵 あおいまつり
- 高嶋香帆 ほっカホか
- 大矢真夕 真夕中 MID-EVENING
- 緑川静香 Be Quiet〜しずかにしなさいっ!〜
- 広村美つ美 Meet to Me

※上記作品中、9月21日から10月20日までの売り上げ枚数が最も多かった高嶋香帆が「クイーンオブ日テレジェニック2011」に輝き、12月21日に「ほっカホか」のブルーレイ版が発売される。

### 日テレジェニック2012
本年はグランプリ6名、ソロイメージDVDの販売は行われなかった。

#### メンバー
桜子（さくらこ）
年齢:21歳
出身地：1990年8月8日、千葉県
栗田恵美（くりた えみ）
年齢：18歳
出身地：1994年6月14日、千葉県
白河優菜（しらかわ ゆうな）
年齢：22歳
出身地：1990年3月15日、東京都
柴小聖（しば このな）
年齢：24歳
出身地：1988年2月14日、栃木県
今野杏南（こんの あんな）
年齢：23歳
出身地：1989年6月15日、神奈川県
船岡咲（ふなおか さき）
年齢：19歳
出身地：1993年3月2日、神奈川県

### 日テレジェニック2013
本年は過去最大の候補生99人からスタート。グランプリ6名、全メンバーのソロイメージDVDが販売された。

#### メンバー
末永みゆ（すえなが みゆ）
年齢：17歳
出身地：1995年11月4日、東京都
古野あきほ（ふるの あきほ）
年齢：24歳
出身地：1989年9月28日、埼玉県
浜田由梨（はまだ ゆり）
年齢：22歳
出身地：1991年5月4日、静岡県
権藤葵（ごんどう あおい）
年齢：18歳
出身地：1995年9月7日、福岡県
黒田万結花（くろだ まゆか）
年齢：23歳
出身地：1990年9月12日、埼玉県
日野麻衣（ひの まい）
年齢：18歳
出身地：1994年12月30日、埼玉県

#### イメージビデオ
- 日テレジェニック2013 末永みゆ
- 日テレジェニック2013 古野あきほ
- 日テレジェニック2013 浜田由梨
- 日テレジェニック2013 権藤葵
- 日テレジェニック2013 黒田万結花
- 日テレジェニック2013 日野麻衣

### 日テレジェニック2014
本年はグランプリ6名、そのうちVAP賞に選ばれた3名のソロイメージDVDが販売された。

#### メンバー
葉月あや（はづき あや）
年齢：23歳
出身地：1991年6月9日、愛知県
前田美里（まえだ みさと）
年齢：18歳
出身地：1996年2月13日、神奈川県
小泉ここ（こいずみ ここ）
年齢：19歳
出身地：1995年6月4日、東京都
石岡真衣（いしおか まい）
年齢：23歳
出身地：1990年8月7日、愛知県
藤村椿（ふじむら つばき）
年齢：21歳
出身地：1993年1月5日、大阪府
市川咲（いちかわ さき）
年齢：17歳
出身地：1997年4月10日、熊本県

#### イメージビデオ
- 日テレジェニック2014 葉月あや
- 日テレジェニック2014 前田美里
- 日テレジェニック2014 小泉ここ

### 日テレジェニック2015
本年はグランプリ6名だったが、高崎聖子が辞退して5名となった。
メンバーが出演するネット配信番組「人気者になろうNEXT」が定期的に配信され、その中でユニット名を募集し、投稿の中からNK3Rという名前が採用された。これはメンバー5人の名前（なのか、かおり、れいみ、るい、りん）を表している

#### メンバー
大澤玲美（おおさわ れいみ）
年齢：22歳
出身地：1993年5月8日、埼玉県
熊江琉唯（くまえ るい）
年齢：20歳
出身地：1995年4月17日、中国
橘花凛（たちばな りん）
年齢：25歳
出身地：1990年8月9日、新潟県
菜乃花（なのか）
年齢：26歳
出身地：1989年7月7日、広島県
久松かおり（ひさまつ かおり）
年齢：20歳
出身地：1995年5月1日、兵庫県

#### 辞退
高崎聖子（たかさき しょうこ）
年齢：22歳
出身地：1993年5月13日、愛知県